# Maša Zec Peškirič
Maša Zec Peškirič (* 21. Januar 1987 in Jesenice) ist eine ehemalige slowenische Tennisspielerin.

## Karriere
Zec Peškirič begann im Alter von acht Jahren mit dem Tennissport. Auf dem ITF Women’s Circuit gewann sie 14 Einzel- und zehn Doppeltitel. Ihre besten Weltranglistenpositionen erreichte sie 2009 mit Platz 93 im Einzel und Rang 130 im Doppel. Im selben Jahr erreichte sie auch das Hauptfeld von Wimbledon und der US Open.
Von 2006 bis 2014 spielte sie für die slowenische Fed-Cup-Mannschaft. Im Einzel gewann sie sechs ihrer 19 Begegnungen und im Doppel zwei von elf.
Ihr letztes Turnier auf der Damentour spielte Zec Peškirič im Juli 2014. Seit 2015 wird sie in den Weltranglisten nicht mehr geführt.
Zec Peškirič spielte 2008 und 2009 für den TC Großhesselohe, 2011 für den TC Rüppurr Karlsruhe, 2014 für den TC Grün-Weiss Luitpoldpark München, sowie 2015, 2017 und 2018 für den LTTC Rot-Weiß Berlin.

## Turniersiege

### Einzel
| Nr. | Datum              | Turnier       | Kategorie   | Belag        | Finalgegnerin           | Ergebnis       |
| --- | ------------------ | ------------- | ----------- | ------------ | ----------------------- | -------------- |
| 1.  | August 2004        | Maribor       | ITF $10.000 | Sand         | Andreja Klepač          | 6:2, 7:5       |
| 2.  | August 2004        | Kranjska Gora | ITF $10.000 | Sand         | Dijana Stojić           | 6:4, 6:3       |
| 3.  | 14. November 2004  | Mallorca      | ITF $10.000 | Sand         | Tatjana Priachin        | 6:4, 6:3       |
| 4.  | April 2004         | Dinan         | ITF $75.000 | Sand (Halle) | Karin Knapp             | 6:4, 6:2       |
| 5.  | 6. Mai 2007        | Makarska      | ITF $25.000 | Sand         | Anastasia Poltoratskaya | 6:3, 6:3       |
| 6.  | Juni 2008          | Campobasso    | ITF $25.000 | Sand         | Anne Schäfer            | 6:3, 6:3       |
| 7.  | 10. August 2008    | Hechingen     | ITF $25.000 | Sand         | Kristína Kučová         | 3:6, 7:61, 6:3 |
| 8.  | 7. September 2008  | Maribor       | ITF $50.000 | Sand         | Kristína Kučová         | 6:2, 7:66      |
| 9.  | 14. September 2008 | Sarajevo      | ITF $25.000 | Sand         | Klaudia Bočzová         | 6:1, 6:3       |
| 10. | 28. September 2008 | Podgorica     | ITF $25.000 | Sand         | Dominika Nociarová      | 6:3, 7:61      |
| 11. | 12. August 2012    | Hechingen     | ITF $25.000 | Sand         | Mervana Jugić-Salkić    | 6:0, 6:4       |
| 12. | 17. März 2013      | Orlando       | ITF $10.000 | Sand         | Michaela Boev           | 0:6, 6:4, 6:1  |
| 13. | 14. Juli 2013      | Aschaffenburg | ITF $25.000 | Sand         | Dalila Jakupović        | 6:4, 6:4       |
| 14. | 23. März 2014      | Pula          | ITF $10.000 | Sand         | Sofija Kowalez          | 6:4, 6:4       |

### Doppel
| Nr. | Datum             | Turnier                 | Kategorie   | Belag             | Partnerin         | Finalgegnerinnen                     | Ergebnis          |
| --- | ----------------- | ----------------------- | ----------- | ----------------- | ----------------- | ------------------------------------ | ----------------- |
| 1.  | August 2004       | Maribor                 | ITF $10.000 | Sand              | Alja Zec Peškirič | Lucie Kriegsmannová Zuzana Zálabská  | 6:3, 6:3          |
| 2.  | August 2004       | Kranjska Gora           | ITF $10.000 | Sand              | Polona Reberšak   | Janette Bejlková Karolina Jovanović  | 7:64, 6:1         |
| 3.  | 14. November 2004 | Mallorca                | ITF $15.000 | Sand              | Alja Zec Peškirič | Karina Jacobsgaard Hanne Skak Jensen | 6:0, 2:6, 6:3     |
| 4.  | 20. Dezember 2008 | Dubai                   | ITF $75.000 | Hartplatz         | Irena Pavlovic    | Jelena Tschalowa Walerija Sawinych   | 7:66, 3:6, [10:3] |
| 5.  | 22. März 2009     | Redding                 | ITF $25.000 | Hartplatz         | Hanna Orlik       | Alexandra Panowa Tomoko Yonemura     | 7:64, 6:4         |
| 6.  | Mai 2010          | Prag                    | ITF $50.000 | Sand              | Xenija Lykina     | Petra Cetkovská Eva Hrdinová         | 6:3, 6:4          |
| 7.  | 28. Juli 2012     | Les Contamines-Montjoie | ITF $25.000 | Hartplatz         | Conny Perrin      | Timea Bacsinszky Estelle Guisard     | 2:6, 6:4, [10:5]  |
| 8.  | 9. November 2012  | Benicarló               | ITF $25.000 | Sand              | Conny Perrin      | Andrea Gámiz Beatriz García Vidagany | 6:4, 6:3          |
| 9.  | 14. Februar 2014  | Tallinn                 | ITF $15.000 | Hartplatz (Halle) | Sopia Schapatawa  | Ágnes Bukta Wiktorija Tomowa         | 6:4, 7:64         |
| 10. | 5. April 2014     | Jackson                 | ITF $25.000 | Sand              | Chanel Simmonds   | Erika Sema Yurika Sema               | 6:75, 6:3, [10:5] |